# Kermia pumila
Kermia pumila é uma espécie de gastrópode do gênero Kermia, pertencente a família Raphitomidae.